# Comuna Lipoveni, Cimișlia
Comuna Lipoveni este o comună din raionul Cimișlia, Republica Moldova. Este formată din satele Lipoveni (sat-reședință), Munteni și Schinoșica.

## Demografie
Conform datelor recensământului din 2014, comuna are o populație de 1.761 de locuitori. La recensământul din 2004 erau 2.107 locuitori.

## Administrație și politică
Componența Consiliului local Lipoveni (11 consilieri), ales la 5 noiembrie 2023, este următoarea:
|  | Partid                                      | Consilieri | Componență | Componență | Componență | Componență |
|  | ------------------------------------------- | ---------- | ---------- | ---------- | ---------- | ---------- |
|  | Partidul Acțiune și Solidaritate            | 4          |            |            |            |            |
|  | Partidul Comuniștilor din Republica Moldova | 2          |            |            |            |            |
|  | Partidul Schimbării                         | 2          |            |            |            |            |
|  | Partidul Social Democrat European           | 1          |            |            |            |            |
|  | Partidul „Renaștere”                        | 1          |            |            |            |            |
|  | Candidat independent ANDREI DOBROVOLSCHII   | 1          |            |            |            |            |